# Palpita lobisignalis
Palpita lobisignalis es una especie de polillas perteneciente a la familia Crambidae descrita por George Hampson en 1918.
Se encuentra en Malawi y Sudáfrica.